# I Don't Want This Night to End
I Don't Want This Night to End è il secondo singolo estratto dal terzo album in studio Tailgates & Tanlines del cantante country statunitense Luke Bryan. Il singolo è stato pubblicato il 5 settembre 2011 per il mercato americano.

## Classifiche
| Classifica (2011)     | Posizione massima |
| --------------------- | ----------------- |
| Stati Uniti           | 22                |
| Stati Uniti (country) | 1                 |
| Canada                | 48                |

### Classifiche di fine anno
| Classifica (2012)     | Posizione |
| --------------------- | --------- |
| Stati Uniti (country) | 17        |
| Stati Uniti           | 93        |